# تيموثي تايلور (عالم إنسان)
تيموثي تايلور (بالإنجليزية: Timothy Taylor)‏ هو عالم إنسان بريطاني، ولد في 1960 في نورفك في المملكة المتحدة.